# Chortkiv
Chortkiv (em ucraniano:  Чортків; em polonês/polaco:  Czortków; em iídiche:  טשאָרטקאָוו Chortkov) é uma cidade da Ucrânia, situada no Oblast de Ternopil. Tem 30 km² de área e sua população em 2020 foi estimada em 28.686 habitantes.